# ドジャー・スタジアム
ドジャー・スタジアム（Dodger Stadium）はアメリカ合衆国カリフォルニア州ロサンゼルスにある野球場。

## 概要
MLBのロサンゼルス・ドジャースのホーム球場。また、1962年から1965年までロサンゼルス・エンゼルスも本拠地にしていた。ロサンゼルス市の都心部から見て北側にあるチャベス渓谷の中に位置する。
かつてオーナーのピーター・オマリーが「ボールパークにファンを呼ぶには、球場を楽しく美しいところ、つまり男がガールフレンドを連れて行きたくなるような場所にすることだ」という名言を残している。その言葉通りの楽しい演出が多く、また球場全体に清掃が行き届いている。さらにカリフォルニアの温暖な気候のおかげで雨天中止が非常に少ない。このことから「ドジャース永遠のホーム」と呼ばれ親しまれている。
球場内で勤務している従業員の大半はラテン系アメリカ人（ヒスパニック）であるとされており、比率としては全従業員の9割以上にのぼるとの報道もある。

## 歴史
第二次世界大戦後にロサンゼルス市の人口が急増したため、この地域では市当局による公営住宅の建設が予定されていたが、1957年にニューヨーク市のブルックリンからドジャースが移転することが決まると市は予定を変更し、当初はロサンゼルス・メモリアル・コロシアムを本拠地としていたドジャースのための新球場を同地に作ると決定した。これに対し、ラテン系を中心に1800世帯が住んでいた地域住民は公営住宅計画以来からの反対運動を続け、ここを支持基盤とする民主党内のグループにドジャース（ウォルター・オマリー）への利益供与を拒む共和党内の保守派が合流して新球場への反対派連合が形成された。一方、商業機能の低下などが進むロサンゼルス都心部（ダウンタウン）を近代化するには市庁舎から約1マイル（1.6 km）の場所に新球場が生まれ、ニューヨークやシカゴなどのように文化やレジャーの拠点ができることが重要と考えた共和党のビジネス系グループや市内西部に住む民主党の中道左派グループは新球場への賛成派連合を組み、市議会での土地譲渡承認を推進した。
結果として、実際にチームが移転した1958年の6月3日に行われた住民投票では投票総数67万7千票のうち約2万5千票の僅差で土地の譲渡が承認され、契約無効を訴えた2件の訴訟は一審で認められたものの控訴審で逆転敗訴となった。退去を拒んだ最後の住民は1959年5月8日にロサンゼルス郡保安局による強制執行によって住宅が壊され退去となった。地元紙などでも広く報じられたこの一連の住民運動は「チャベス渓谷の戦い」と呼ばれ、その後のラテン系アメリカ人（ラティーノ、ヒスパニック）による自身の権利を擁護する運動に影響を与えた。
その後の建設自体は順調に進み、1962年4月10日にドジャースのオマリーオーナーが臨席して開場式と同スタジアムでの最初の試合（シンシナティ・レッズ戦）が行われ、ドジャースはオーナーチームとして予定通りにメモリアル・コロシアムから移転した。この建設工事自体は100%民間資金でまかなわれた。
また、ナショナルリーグのドジャースに続くアメリカンリーグの新チームとして1961年に設立されたロサンゼルス・エンゼルスがロサンゼルス・リグレー・フィールドから間借りで移り、「チャベス・ラヴィーン（チャベス渓谷）スタジアム」の名称で使用したが、エンゼルスの観客動員数はドジャースと比較すると半分以下と少なく、球場使用料も割高になったため、1964年にエンゼルスはロサンゼルス市の南東にあるアナハイム市でエンゼルス・スタジアム（現エンゼル・スタジアム・オブ・アナハイム）の建設を開始し、1966年シーズンの開幕から移転した。これにより、ドジャースタジアムはMLBではドジャース専用に使われるようになった。　
このドジャースタジアム建設を機に、ロサンゼルスのダウンタウンでは高級アパートや商店街、コンサートホールや美術館などの文化施設が整備され、都市の再生に大きく寄与したとされる一方、上記のような居住権の保証やスポーツ施設建設の是非など、その後にも残る課題が生まれたという指摘がなされている。
その後もスタジアムは随時改修が行われ、2005年の改修ではLED大型スクリーンが導入されたが、2012年にドジャースの経営権を取得したグッケンハイム・パートナーズ・グループはロサンゼルスでのNFLチーム用新スタジアム議論に連動して、ダウンタウンで新スタジアムが整備された場合はそのそばにドジャースが移転するという構想を提示したが、これは実現しなかった。最新の改装は2019年のオフに始められ、2020年シーズンの開幕が遅れた中で完成した。

## フィールドの特徴
1990年代以降、MLBで珍しくなった左右対称の球場（現ナショナルリーグの本拠地で唯一）。
外野やファウルグラウンドがいずれも比較的広く、当初から投手有利と評されている。改修工事を経てから多少傾向は弱まったものの、依然として投手有利の状況にある。
デーゲームの際は、ロサンゼルス特有の乾燥した空気と暖かさが相まって、ナイトゲームと比較して打球がやや伸びる（この傾向は、他の球場にも当てはまる）。逆にナイトゲームでは、昼間との寒暖差が激しく霧が立ち込める日もあり、湿った空気により球足が遅くなる。その他、中堅方向から吹く向かい風で打球がよく押し戻され、本塁打が出にくい傾向にある。
カリフォルニア州は地中海性気候であり、MLBシーズン中の夏場はちょうど高温乾燥。ドジャースタジアムも5月から9月までは月平均最高気温が40度前後となり、合計降水量は5月から10月まで5mm以下となる。従ってドジャースタジアムは雨天による試合中止が極端に少なく、1988年4月21日から1999年4月11日まで856連続試合雨天中止なしのMLB新記録を作った後、2000年4月17日から2019年10月3日までの1471試合連続でさらに更新した。

## 設備、アトラクション、演出
- この球場で販売されているホットドッグ「ドジャー・ドッグ（The World famous Dodger Dog）」は、数多くあるアメリカの野球場で販売されているホットドッグの中で最も販売数が多く、世界で最も有名なホットドッグとしてドジャースタジアム名物の1つに数えられている。
  - 2024年のレギュラーシーズンから、築地銀だこも出店。同地向けのたこ焼きを販売している。レギュラーシーズン開催中に限り、ドジャースとのコラボたこ焼きを日本で販売することがある。
- 2014年の小改装で拡張されたコンコースにバーベキューとイタリア料理のレストランが開場し、後者にはドジャースの監督を長く務めたイタリア系アメリカ人のトミー・ラソーダの名前がつけられた。
- ほとんどの観客は自動車で来場するが、ロサンゼルスの主たる公共交通機関であるLA Metro（ロサンゼルス郡都市圏交通局）が、野球などのイベント開催中に限りユニオン駅（Union Station）から無料のシャトルバスを運行している。LA Metro はドジャース元オーナーのフランク・マコートと共同で駅とスタジアムを結ぶ、全長1.5マイル（約2.4 km）のゴンドラ路線の建設を検討しているが、一部住民から反対運動が起きている[11]。
- 上記の通り、最大で5万6千人となる観客の大半が自動車で来場するため、球場の周囲には広大な駐車場が用意されているが、深刻な渋滞は緩和されていない。2018年には実業家のイーロン・マスクがイースト・ハリウッドからスタジアムまで3.6マイル（約5.8 km）の自動車トンネルを作る構想を発表したが、これによるとトンネル完成後は5分で結ばれる両地点間が現状では1時間以上かかるとされている[12]。
- 1980年三菱電機株式会社が製造した大型映像装置「ダイヤモンドビジョン（日本名オーロラビジョン）」が世界で初めて設置された球場である。1980年のオールスターゲームから使用された。現在も見られる、映像とエレクトーン演奏の連動による拍手やウェーブなどの演出が生み出された。

## 主要な出来事

### 野球
- 1962年4月10日、レッズ戦で開場（レッズ6-3ドジャース）。
- 1965年9月9日、サンディー・コーファックスがカブス戦で完全試合を達成した。
- 1976年4月25日、観客2人がグラウンドに乱入し、星条旗に火をつけようとしたが、カブスのリック・マンデイが阻止した。マンデイは一躍全米のヒーローとなり、翌26日にはイリノイ州議会が、満場一致で5月4日を「リック・マンデイの日」に制定した。
- 1980年7月8日、オールスターゲーム開催（ナ4-2ア）。
- 1984年7月31日 - 8月7日、1984年ロサンゼルスオリンピックの野球競技開催。日本がアメリカを破り金メダルを獲得した。LA28も開催予定
- 1999年4月23日、カージナルスのフェルナンド・タティスが大リーグ史上初の「1イニング満塁本塁打2本」「1イニング8打点」を記録した。打たれたドジャースのパク・チャンホも史上初の1イニング2本の満塁本塁打を打たれた投手となった。
- 2009年3月21日 - 23日、第2回WBC準決勝及び決勝開催。23日の決勝では、日本が韓国を5-3で下し、連覇を果たした。
- 2017年3月20日 - 3月22日、第4回WBC準決勝及び決勝開催。23日の決勝では、アメリカがプエルトリコを8-0で下し、初優勝。
- 2020年10月5日 - 8日、ア・リーグ地区シリーズ（アストロズ対アスレチックス）開催。新型コロナウイルス感染流行のため、ポストシーズンを中立地で行う措置をとったため。
- 2022年7月19日、オールスターゲームが開催（ナ2-3ア）。
- 2025年7月2日、ドジャースのクレイトン・カーショウがシカゴ・ホワイトソックス戦に先発登板し、6回を投げきり4失点ながら通算3000奪三振を達成。その後9回裏にフレディ・フリーマンがサヨナラヒットを打ち、カーショウの黒星を消した[13][14]。
- ワールドシリーズ開催：1963年、1965年、1966年、1974年、1977年、1978年、1981年、1988年、2017年、2018年、2024年

### その他
- 1963年3月21日 - プロボクシング世界フェザー級選手権試合[15]（王者：デービー・ムーア【アメリカ合衆国】 vs 挑戦者：シュガー・ラモス【キューバ】）敗れたムーアは、試合のダメージのため2日後に急死。
- 1987年9月16日 - ローマ教皇ヨハネ・パウロ2世がミサを行った。
- 2018年8月25日 - ファウルボールが79歳女性の頭部に直撃。4日後に急性頭蓋内出血で死亡した[16]。
- 2021年1月6日 - 新型コロナウイルス感染症の世界的流行に伴い、ドジャースが全米最大の感染検査会場となって数千台の車で渋滞していることが、CBSテレビ「イブニングニュース」の公式Twitterアカウントで報じられた。